# Laura Montalvo
Laura Montalvo (29 de marzo de 1976, Buenos Aires) es una exjugadora profesional de tenis. Ganó ocho títulos de la Federación Internacional de Tenis y llegó a ser la número 191 del mundo en el ranking individual en junio de 1995. Su récord de victorias y derrotas es de 143 - 76, y en dobles de 266 - 152.

## Trayectoria
Fue una especialista en dobles en la WTA y llegó a estar clasificada en el número 23 mundial en mayo del año 2001. Fue pareja de dobles con Liezel Huber y Paola Suárez. Con Huber, llegó a los cuartos de final de Roland Garros en el año 2000 y participó en varios Grand Slam más durante los siguientes dos años. También compitió junto a su compatriota, Suárez, incluyendo los Juegos Olímpicos de Sídney 2000, donde perdieron en segunda ronda. La pareja logró ganar ocho títulos juntas, y aparte logró ganar uno más en su carrera deportiva junto a la eslovaca Henrieta Nagyova.
Desde el 2004, se dedica a entrenar a otras jugadoras para lo cual formó una academia de tenistas. Primero Jorgelina Cravero, Paola Suárez y en última instancia ha entrenado a Florencia Molinero.

## Títulos WTA (9)

### Dobles (9)
| Leyenda               |
| Grand Slam (0)        |
| WTA Championships (0) |
| Tier I (0)            |
| Tier II (0)           |
| Tier III (2)          |
| Tier IV & V (7)       |

| No. | Fecha                 | Torneo                         | Superficie | Compañera        | Rivales                                | Marcador      |
| 1.  | 29 de abril de 1996   | Bol, Croacia                   | Arcilla    | Paola Suárez     | Alexia Dechaume Alexandra Fusai        | 6–7, 6–3, 6–4 |
| 2.  | 28 de abril de 1997   | Bol, Croatia                   | Arcilla    | Henrieta Nagyová | María José Gaidano Marion Maruska      | 6–3, 6–1      |
| 3.  | 27 de abril de 1998   | Bol, Croatia                   | Arcilla    | Paola Suárez     | Joannette Kruger Mirjana Lučić         | No disputado  |
| 4.  | 6 de julio de 1998    | WTA Austria, Austria           | Arcilla    | Paola Suárez     | Tina Križan Katarina Srebotnik         | 6–1, 6–2      |
| 5.  | 12 de julio de 1999   | Torneo de Sopot, Polonia       | Arcilla    | Paola Suárez     | Gala León García María Sánchez Lorenzo | 6–4, 6–3      |
| 6.  | 4 de octubre de 1999  | Torneo de Brasil, Brasil       | Arcilla    | Paola Suárez     | Janette Husárová Florencia Labat       | 6–7, 7–5, 7–5 |
| 7.  | 7 de febrero de 2000  | Torneo WTA de Bogotá, Colombia | Arcilla    | Paola Suárez     | Rita Kuti-Kis Petra Mandula            | 6–4, 6–2      |
| 8.  | 14 de febrero de 2000 | Torneo de Brasil, Brasil       | Arcilla    | Paola Suárez     | Janette Husárová Florencia Labat       | 5–7, 6–4, 6–3 |
| 9.  | 10 de julio de 2000   | WTA Austria, Austria           | Arcilla    | Paola Suárez     | Barbara Schett Patty Schnyder          | 6–4, 6–3      |

## Clasificación histórica
| Torneos               | 1996 | 1997 | 1998 | 1999 | 2000 | 2001 | 2002 | 2004 | Participaciones | Ganados-Perdidos |
| --------------------- | ---- | ---- | ---- | ---- | ---- | ---- | ---- | ---- | --------------- | ---------------- |
| Torneos de Grand Slam |      |      |      |      |      |      |      |      |                 |                  |
| Abierto de Australia  |      |      |      |      |      |      |      |      | 0 / 0           | 0-0              |
| Roland Garros         | 1R   | 1R   | 2R   | 1R   | CF   | 2R   | 2R   | 1R   | 0 / 7           | 6–8              |
| Wimbledon             | 1R   | 1R   | CF   | 1R   | 2R   | 1R   | 3R   |      | 0 / 7           | 6–7              |
| US Open               | 2R   | 2R   | 1R   | 1R   | 2R   | 2R   | 1R   |      | 0 / 7           | 4–7              |
| Ganados-Perdidos      | 1–3  | 1–3  | 4–3  | 0–3  | 5-3  | 2-3  | 3-3  | 0-1  | 0 / 21          | 16–22            |